# Дітгельм Фернер
Дітгельм Фернер (нім. Diethelm Ferner, 13 липня 1941 — 7 листопада 2023) — німецький футболіст, що грав на позиції півзахисника. По завершенні ігрової кар'єри — тренер.
Виступав, зокрема, за клуб «Вердер», а також національну збірну Німеччини.

## Клубна кар'єра
У дорослому футболі дебютував 1962 року виступами за команду клубу «Боттроп», в якій провів один сезон.
Своєю грою за цю команду привернув увагу представників тренерського штабу клубу «Вердер», до складу якого приєднався 1963 року. Відіграв за бременський клуб наступні шість сезонів своєї ігрової кар'єри. Більшість часу, проведеного у складі «Вердера», був основним гравцем команди. Брав участь у 29 з 30 матчів [[1964–1965|Бундесліги сезону 1964/65]], в якому бременська команди уперше в історії стала чемпіоном Німеччини.
Завершив професійну ігрову кар'єру у клубі «Рот-Вайс» (Ессен), за команду якого виступав протягом 1969—1971 років.

## Виступи за збірну
1963 року дебютував в офіційних матчах у складі національної збірної Німеччини. Протягом кар'єри у національній команді, яка тривала 2 роки, провів у її формі 2 матчі.

## Кар'єра тренера
Розпочав тренерську кар'єру 1973 року, очоливши тренерський штаб свого останнього клубу «Рот-Вайс» (Ессен). Протягом наступних десяти років працював головним тренером «Вупперталя», «Санкт-Паулі», «Ганновера 96» і «Шальке 04».
Протягом одного року, починаючи з 1986, працював у Греції, де був головним тренером «Іракліса», після чого повернувся на батьківщину, де тренував «Алеманію» (Аахен) і знову «Шальке 04».
1990 року очолив одного з лідерів тодішнього кіпрського футболу, лімасолський клуб «Аполлон», з яким протягом наступних п'яти років двічі ставав чемпіоном Кіпру і одного разу виграв Кубок країни. Пропрацювавши після цього ще рік на Кіпрі, протягом якого тренував АЕЛ, перебрався до Єгипту, де протягом 1996—1997 років очолював тренерський штаб «Замалека», з яким 1996 року виграв Лігу чемпіонів КАФ.
1997 року прийняв пропозицію попрацювати з кувейтським клубом «Аль-Джахра», після чого частину 1998 року тренував національну збірну Лівану.
Згодом знову очолював кіпрський «Аполлон», працював з командами єгипетського «Аль-Іттіхада» (Александрія), суданського «Аль-Меррейха» та кіпрського «Олімпіакоса» (Нікосія).
Останнім місцем тренерської роботи був лівійський «Аль-Аглі» (Триполі), головним тренером команди якого Дітгельм Фернер був протягом 2008 року.

## Титули і досягнення

### Як гравця
- Чемпіон Німеччини (1):

«Вердер»: 1964–1965

### Як тренера
- Чемпіон Кіпру (2):

«Аполлон»: 1990—1991, 1993—1994
- Володар Кубка Кіпру (1):

«Аполлон»: 1991—1992
- Переможець Ліги чемпіонів КАФ (1):

«Замалек»: 1996